# Peter Pan (filme de 1924)
Peter Pan é um filme mudo de fantasia estadunidense realizado por Herbert Brenon para a Paramount Pictures. 
Esta foi a primeira adaptação cinematográfica da obra homónima de James Matthew Barrie, lançada pela Paramount Pictures. O filme foi estrelado por Betty Bronson como Peter Pan, Ernest Torrence como Capitão Gancho, Mary Brian como Wendy Darling e Virginia Brown Faire como Sininho. Anna May Wong, uma atriz pioneira sino-americana, atuou como a princesa índia Tiger Lily.

## Argumento
Na história, Peter Pan é um menino mágico que não quer crescer, trazendo as crianças da família Darling (Wendy, John, e Michael) de Londres para à Terra do Nunca, onde começam a viver várias aventuras e acabam enfrentando o Capitão Gancho e seu bando de piratas. Mais tarde, as crianças sentem saudades de casa e querem regressar ao seu lar. Wendy convida Peter e os Garotos Perdidos para virem com eles, para que possam ser adotados. Os Garotos Perdidos ficam ansiosos e aceitam, mas Peter se recusa porque ele não quer crescer. Wendy, seus irmãos e os Garotos Perdidos são raptados pelos piratas, mas Peter os resgatam e obriga o Capitão Gancho a andar na prancha, para ser comido pelo crocodilo que uma vez comeu sua mão. Wendy e os garotos regressam ao lar, onde a Senhora Darling conhece Peter pela primeira vez e se oferece para adotá-lo, mas ele recusa, pela mesma razão que ele se recusou a voltar com Wendy e os gajos, pois ele não tem intenção de crescer. Peter pede a Wendy para ela regressar à Terra do Nunca com ele, e então a Senhora Darling concorda e permite que Wendy volte lá uma vez por ano, para ajudar Peter com sua limpeza da primavera.

## Produção

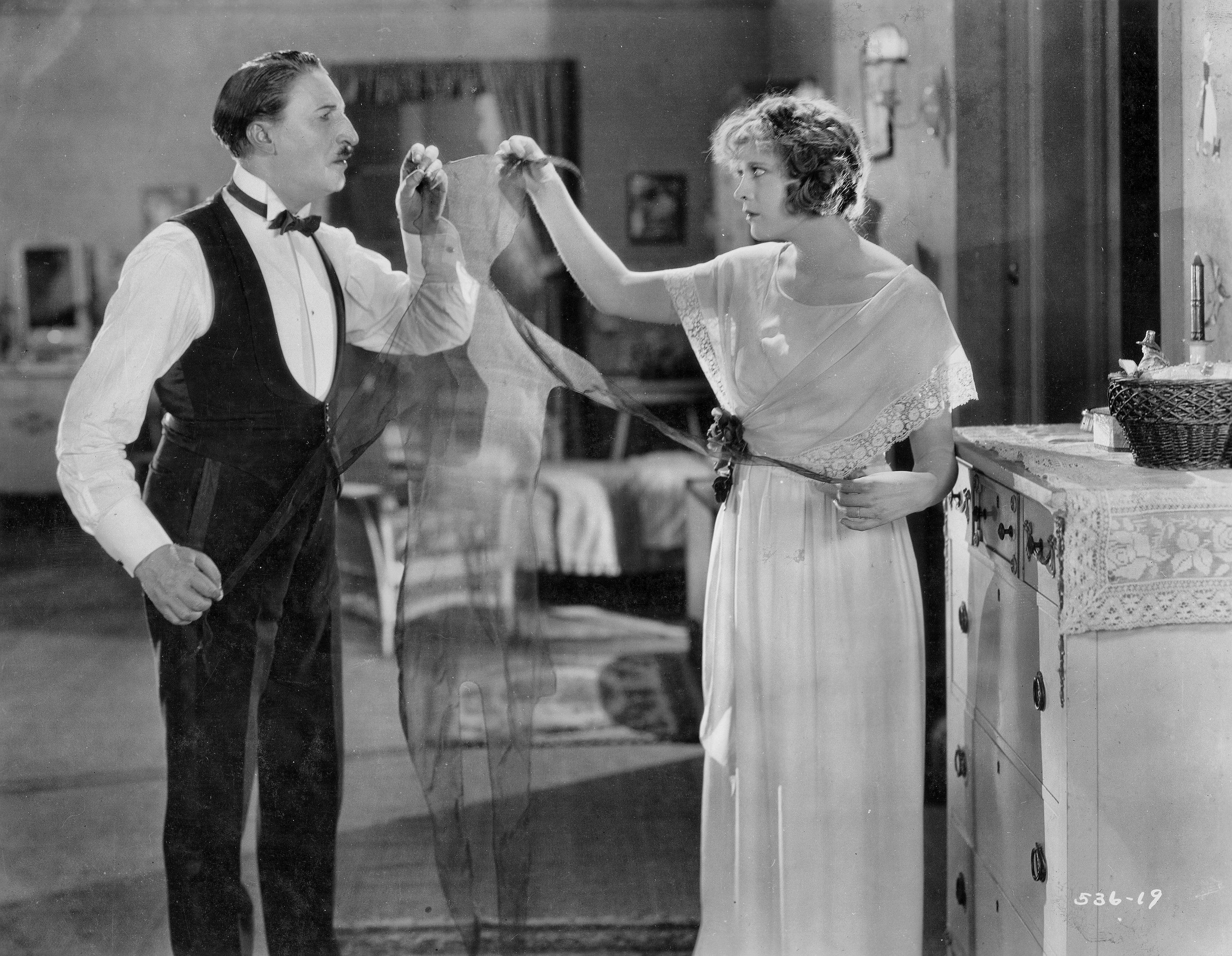
Mr. e Mrs. Darling (Cyril Chadwick e Esther Ralston) descobrem a sombra de Peter Pan no filme "Peter Pan" (1924). "Photo courtesy Orange County Archives."

O filme seguiu atentamente o argumento da peça original, incorporando muito do seu diálogo da fase original nos intertítulos.
Tal como a peça original e outras várias versões e ao contrário do filme da Disney de 1953, a versão de 1924 deixa claro que Wendy abriga uma ligação romântica com Peter, mas Peter só pensa nela como sua mãe.  O filme omite a cena como uma ideia adicional, enquanto Barrie tinha escrito após a peça ser encenada, para quando Peter regressasse para Wendy, seria apenas para descobrir que os anos passaram-se e que ela agora é uma mulher casada e com uma filha.
Barrie selecionou Bronson para o papel e escreveu as cenas adicionais para o filme, mas Brenon havia se fixado largamente na peça teatral.

## Lançamento e restauração
Peter Pan foi lançado primeiramente nos Estados Unidos em 29 de dezembro de 1924. A distribuidora responsável foi a Paramount Pictures. Na Alemanha, onde o filme estreou entre dezembro de 1925, a distribuição ficou a cargo da rede de estúdios cinematográficos Universum Film AG.
Como não houve um arquivamento do filme nacional nos Estados Unidos e a Paramount não tinha interesse em uma distribuição de longa duração do filme, algumas distribuidoras preservaram o filme durante alguns anos, apenas, muitas das cópias de Peter Pan foram destruídas ao longo dos anos.
Durante décadas, o filme foi considerado perdido. Na década de 1950 James Card, um restaurador e curador de filmes, da George Eastman House em Rochester, Nova Iorque, descobriu uma cópia bem preservada em um cofre da Eastman School of Music e fez uma preservação da cópia. O historiador de cinema, David Pierce também havia descoberto uma cópia adicional  do filme. Uma nova restauração foi realizada na George Eastman House, combinando as duas fontes em 1994, onde Philip C. Carli havia composto uma nova banda sonora para o filme, que estreou no Flower City Society Orchestra do festival de cinema mudo Le Giornate del Cinema Muto, em 1996.

## Elenco
- Betty Bronson como Peter Pan
- Ernest Torrence como Capitão Gancho
- Mary Brian como Wendy Darling
- Jack Murphy como John Darling
- Philippe De Lacy como Michael Darling
- Virginia Brown Faire como Sininho
- George Ali como Nana, a cadela e o Crocodilo
- Esther Ralston como Mary Darling
- Cyril Chadwick como George Darling
- Anna May Wong como Tiger Lily
- Maurice Murphy como Tootles
- Mickey McBan como Slightly
- George Crane Jr. como Curly
- Winston Doty como Gémeo 1
- Weston Doty como Gêmeo 2
- Terence McMillan como Nibs
- Louis Morrison como o Cavalheiro Starkey
- Edward Kipling como Smee